# Ніїґата (аеропорт)
Аеропорт Ніїґата (яп. 新潟空港, にいがたくうこう, нііґата куко; англ. Niigata Airport) — державний вузловий міжнародний аеропорт в Японії, розташований в місті Ніїґата префектури Ніїґата. Розпочав роботу з 1960 року. Спеціалізується на внутрішніх та міжнародних авіаперевезеннях. Паралельно використовується як летовище Повітряних Сил Самооборони та Берегової охорони Японії.